# Pfarrkirche Semmering

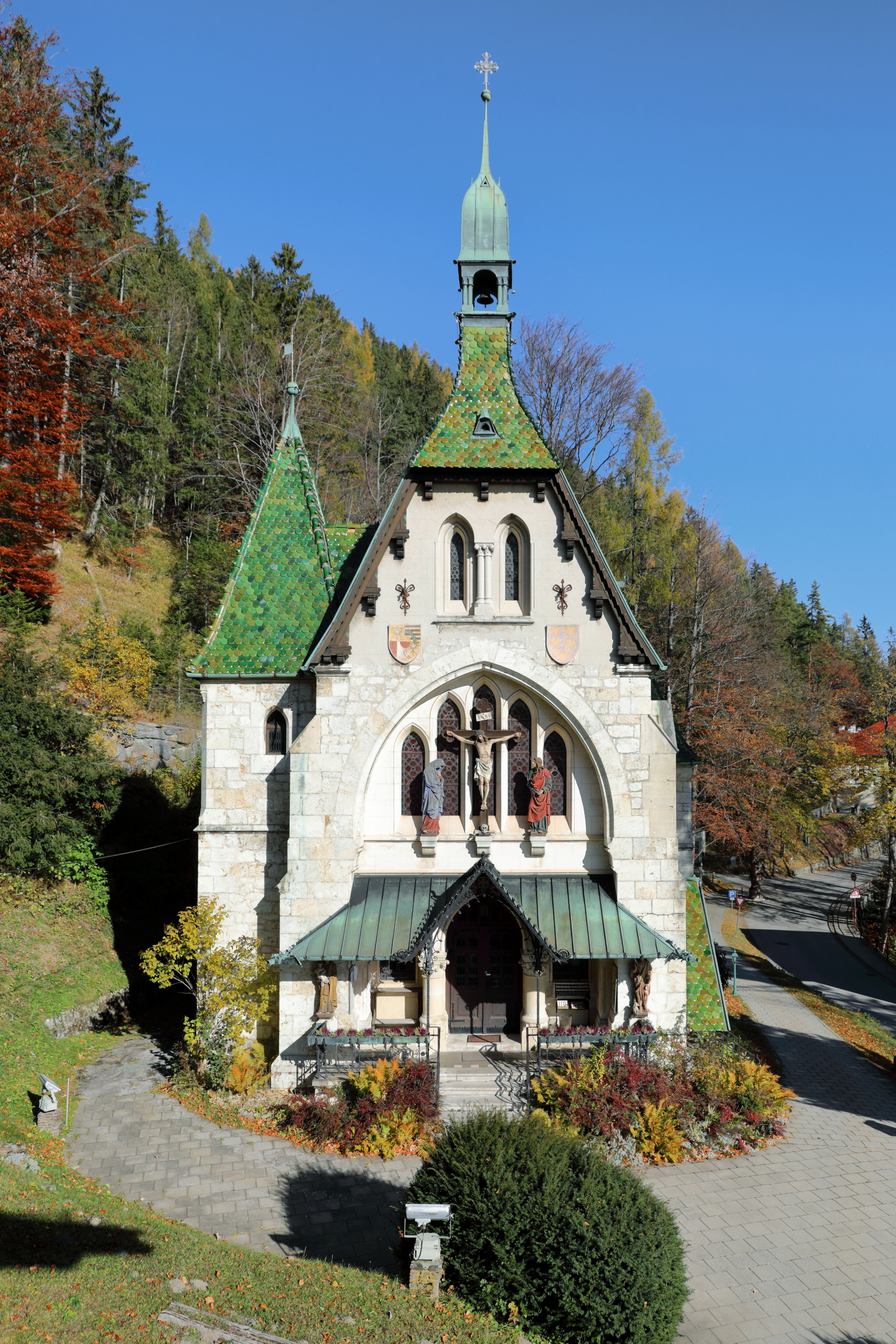
Pfarrkirche Heilige Familie in Semmering

Winteransicht der Pfarrkirche

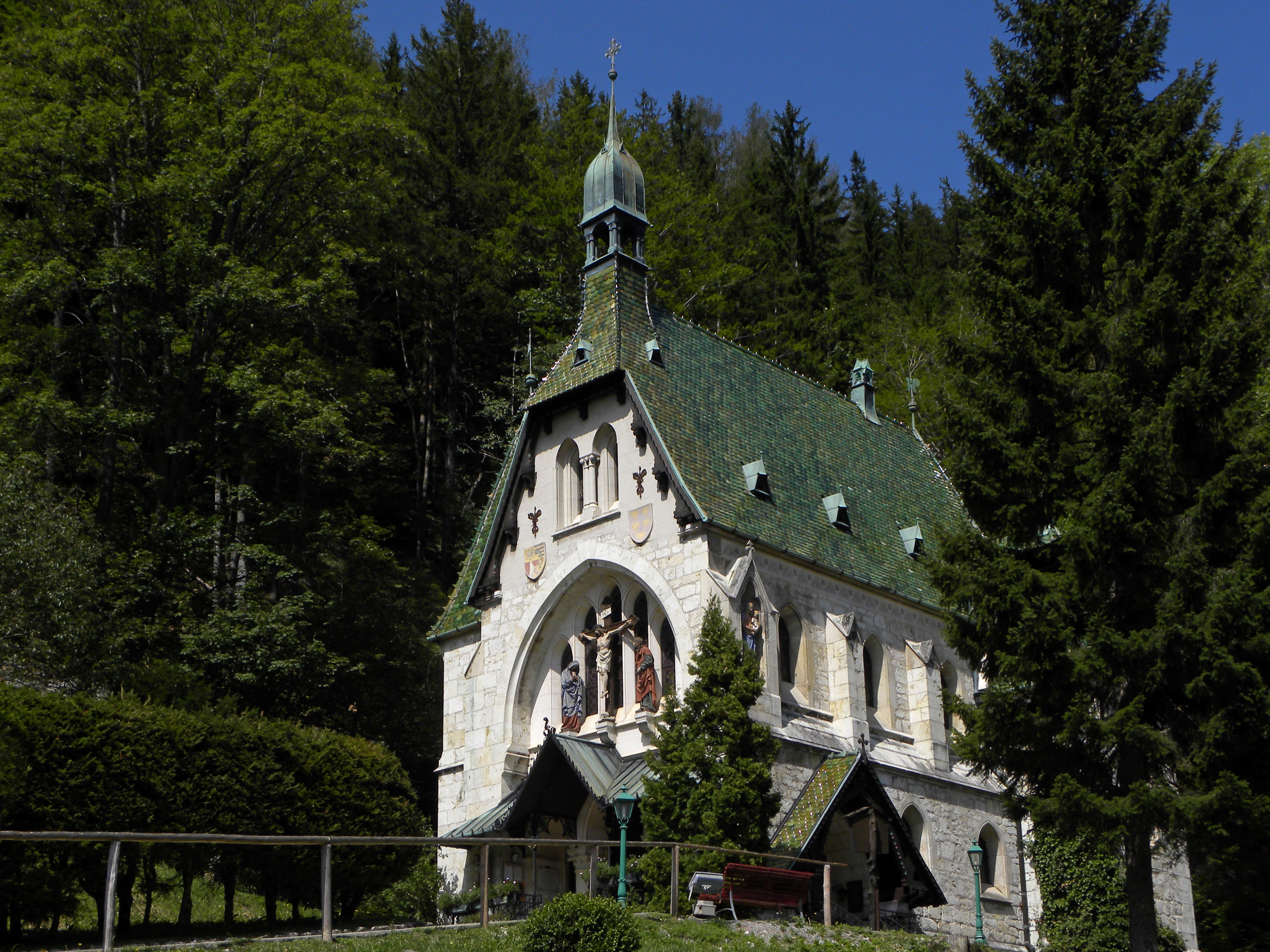
Südostansicht der Pfarrkirche

Die Pfarrkirche Semmering steht erhöht an der Hochstraße in der Gemeinde Semmering im Bezirk Neunkirchen in Niederösterreich. Die dem Patrozinium Heilige Familie unterstellte römisch-katholische Pfarrkirche gehört zum Dekanat Gloggnitz im Vikariat Unter dem Wienerwald der Erzdiözese Wien. Die Kirche steht unter Denkmalschutz (Listeneintrag).

## Geschichte
1894/1895 wurde ein kleiner einschiffiger Kirchenbau nach den Plänen des Architekten Gustav Neumann durch den Baumeister Peter Handler auf Initiative eines Kirchenbauvereins auf einer von Fürst Johann II. von Liechtenstein gestifteten Bauparzelle erbaut. 1907/1908 wurde wieder mit Gustav Neumann die Kirche mit einem Seitenschiff und einer Empore erweitert und die Hauptfassade vollendet. Ausbaupläne um 1937 unter anderem mit Robert Kramreiter wurden nicht ausgeführt. Bei der Restaurierung 1976 wurden die Schablonenmalerei und das Fresko über dem Sakristeieingang vom Maler Hausmann entfernt. 1992 erfolgte eine Restaurierung.
Die Kirche wurde 1934 zur Pfarrkirche erhoben, dabei wurde wohl das Patrozinium von Maria Schutz auf Heilige Familie verändert.

## Architektur
Die Kirche deutet eine zweischiffige Halle an, hat eine Obergeschoßempore in spätromanisch-frühgotischen Formen. Die Holzarchitektur, die Schmiedeeisenarbeiten und Skulpturen aus der Bauzeit sind erhalten.
Das Kirchenäußere zeigt einen steil proportionierten Kirchenbau aus Quadermauerwerk, das Hauptschiff und der Chor mit einem Dreiseitschluss stehen unter einem hohen Schopfwalmdach mit einer grünen glasierten Biberschwanzdeckung mit einem Giebel- und Dachreiter. Die reich gegliederte südliche Giebelfassade mit der Suggestion einer dreiachsigen Portalvorhalle hat spitzbogige Blendarkaden und ein bemerkenswertes schmiedeeisernes Vordach auf dünnen gedrehten Stützen mit filigranen Schmuckelementen und seitlichen Skulpturen rechts hl. Johannes der Täufer und links hl. Josef mit Kind, darüber befindet sich eine mit einem tiefen Spitzbogen überfangene abgetreppte Fünf-Fenster-Gruppe mit einer davor stehenden Kreuzigungsgruppe, im Giebelfeld sind Zwillingsfenster mit den Wappenscheiben Liechtenstein und Land Niederösterreich. Die Langhausfassaden zeigen kleine Spitzbogenfenster in beiden Geschoßzonen, im Osten mit einem schmalen Pultdach und übergiebelten Scheinstrebepfeilern, links befindet sich in einer Dreipassnische die Skulptur Madonna. Der Chor zeigt hohe Spitzbogenfenster und ein Dreipassfries unterhalb der Traufe. Im Westen befindet sich das Seitenschiff zwischen dem zweigeschoßigen Treppenturm mit Pyramidendach und dem quadratischen eingeschoßigen Sakristeianbau und einem weiteren quadratischen zweigeschoßigen Anbau unter einem Pyramidendach mit einem ehemaligen Fürstenoratoriums.
An der Ostfassade befindet sich in einer Rundbogennische unter einem vorgezogenen Holzvordach ein Kriegerdenkmal beider Weltkriege und ein Kruzifix aus dem Anfang des 19. Jahrhunderts.
Oberhalb des Pfarrhofes steht ein frei stehender Glockenständer aus 1968.
Das Kircheninnere zeigt ein dreijochiges Langhaus mit einem Kreuzrippengewölbe auf konsolartigen Wandvorlagen durch tiefe Rundbogenarkaden auf gedrungenen rechteckigen Pfeilern zum kreuzgratgewölbten zweijochigen Seitenschiff geöffnet. Auch innen Suggestion einer Dreischiffigkeit an der nördlichen Langhauswand durch Blendarkaden, darüber die Empore mit Triforen und zarten Übergangsbögen. Im Süden steht in der Breite des Langhauses eine Orgelempore mit einer Steinbalustrade auf einer gedrückten Stichkappentonne. Der spitzbogige Triumphbogen ist leicht eingezogen. Der Chor mit einem Fünfachtelschluss hat ein Kreuzrippengewölbe auf kurzen Wandvorlagen über Wappenkonsolen anlaufend, die Wappen zeigen Papst Johannes XXIII, Kardinal Franz König, Johann Fürst Liechtenstein und Pfarrer Rassl. Im Gewölbe findet sich um die Schlusssteine florale Malerei von Sigfried Koller.
Die Glasmalerei aus 1896 nach Entwürfen von Hans Schock nennt Stifterinschriften, die Fenster zeigen im Chor hl. Franziskus, Hl. Familie bei der Arbeit, hl. Johannes der Täufer und weitere Darstellungen von Heiligen in der unteren Zone des Haupt- und Seitenschiffes mit den Heiligen Katharina, Viktor, Leopold, Barbara, Maria, und Antonius von Padua sowie ornamentale Buntglasfenster.

## Ausstattung

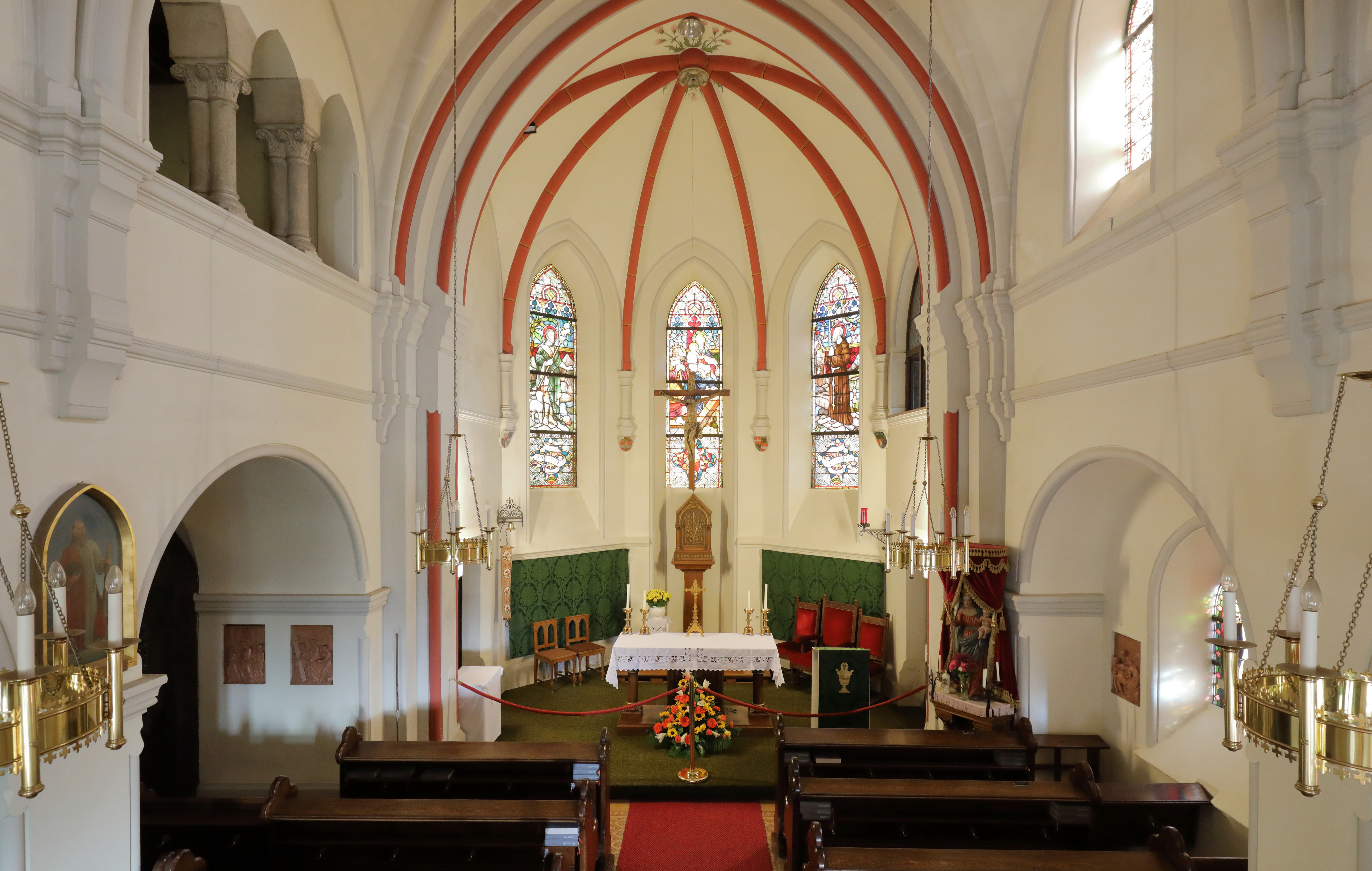
Innenraum der Kirche

Die neugotische Einrichtung ist weitgehend aus der Bauzeit. Der Tischaltar und der Tabernakelaufsatz an der Chorwand sind ab 1965 in veränderter Aufstellung. Über dem Altar ist ein Kruzifix aus der Mitte des 18. Jahrhunderts. Die Statue Madonna aus der Mitte des 17. Jahrhunderts war beschädigt und wurde ergänzt.
Die Orgel baute 2003 Anton Škrabl, das Gehäuse dieser Orgel stammt von Johann M. Kauffmann aus 1935. Eine Glocke goss die Glockengießerei Pfundner.

## Pius-Saal neben dem Pfarrhof
Der Pius-Saal im 1988 eröffneten Gemeindekomplex über der Volksschule dient gleichfalls für Gottesdienste. Der Pius-Saal zeigt Glasmalerei nach dem Entwurf von Stefan Zach ausgeführt von Carl Geyling’s Erben mit Szenen aus dem Leben und der Passion Christi. Es gibt Bildfahnen mit den Darstellungen der Heiligen Paulus, Katharina, Petrus, und Christus um 1900. Die Orgel im Pius-Saal mit 4 Registern wurde 1987 von Orgelbau M. Walcker-Mayer errichtet.